# Саранча (группа)
«Саранча» — российская регги-группа из Ставрополя.
«Саранча» выпустила шесть альбомов, получив известность в Ставрополе. Всероссийскую известность группа приобрела после выхода диска «Родной колхоз» на лейбле «Мистерия звука». Вскоре после этого проект распался.
Борис Барабанов назвал группу провинциальной и бесперспективной. Более позитивно оценивал её Илья Легостаев, отметивший весёлость и душевность музыки. Принадлежность к регги не мешала «Саранче» создавать песни с сильным влиянием других стилей.
Впоследствии участники коллектива создали поп-группу «Градус 100», вокалист занялся сольной карьерой.